# Doris Rankin
Doris Rankin (24 de agosto de 1887–18 de marzo de 1947) fue una actriz teatral y cinematográfica de estadounidense. 

## Biografía
Era la hija menor del actor McKee Rankin y de la actriz Mabel Bert, aunque McKee se casó con la actriz Kitty Blanchard. Doris Rankin estuvo casada con el actor Lionel Barrymore entre 1904 y 1923. Su hermana mayor, Gladys Rankin, se casó con el tío de Lionel, el actor Sidney Drew. Otra hermana, Phyllis Rankin, estuvo casada con Harry Davenport, actor y miembro de una destacada familia de intérpretes teatrales.
Rankin empezó su carrera de actriz haciendo diferentes papeles en la compañía teatral de su padre, siendo el más recordado el de una esclava blanca en The White Slaver. Antes de ello había interpretado diversos números con su padre y con Barrymore. Cuando Barrymore se retiró de la actividad teatral en 1906, Rankin hizo lo mismo. La pareja vivió durante un largo tiempo en París, Francia, volviendo a los Estados Unidos hacia 1910. El matrimonio tuvo dos hijas, Ethel y Mary, ambas muertas en la infancia, algo que Barrymore no llegó nunca a superar, y que influyó en la separación final de Rankin y Barrymore.
El debut cinematográfico de Rankin tuvo lugar en el papel de Mrs. Shanks en The Copperhead (1920), con su marido encarnando el papel del título, en una cinta que previamente había sido un gran éxito teatral en el circuito de Broadway con la interpretación de Rankin y Barrymore. A dicho film le siguieron actuaciones en The Devil's Garden (1920), The Great Adventure (1921), Jim The Penman (1921), y Lena Rivers (1925), siguiendo trabajando para la gran pantalla hasta la llegada del cine sonoro. Su último papel acreditado lo llevó a cabo en Society Smugglers (1939).
En 1925 Rankin actuó en la producción de vodevil de Harry Wagstaff Gribble How Do You Know?.
Rankin se divorció de Barrymore en diciembre de 1922. Barrymore se casó con Irene Fenwick en Roma, Italia, el siguiente mes de junio. Tras el divorcio, Rankin conoció y se casó con el autor británico Malcolm Mortimer, con el que tuvo dos hijos. La pareja vivió en Santa Mónica (California), lo cual facilitaba el trabajo de ella en los estudios cinematográficos.
En noviembre de 1931 Rankin fue intervenida quirúrgicamente en el Hospital Park East de Nueva York para tratarle una enfermedad de tiroides. La actriz falleció en Washington D. C. en 1947.